# Костюм (фильм)
«Костюм» (англ. The Outfit) —  американский криминальный драматический фильм режиссёра Грэма Мура. В главных ролях Марк Райлэнс, Зои Дойч, Дилан О’Брайен и Джонни Флинн.
Премьера фильма состоялась 18 марта 2022 года.

## Сюжет
1956 год, Чикаго. Леонард Берлинг — английский закройщик, который держит ателье в районе, контролируемом боссом ирландской мафии Роем Бойлом. Киллер Бойла, Фрэнсис, и его сын и второй помощник Ричи используют ателье Берлинга как тайник для грязных денег; Берлинг терпит это соглашение, поскольку Бойлы и их люди — его лучшие клиенты. Берлинг также поддерживает сложные отношения с секретаршей ателье Мейбл, которая также является девушкой Ричи. Мейбл не интересуется делами Берлинга и ателье, желая вместо этого уехать из Чикаго и путешествовать по миру.
Однажды ночью Фрэнсис приходит в ателье с Ричи, который был ранен в живот после столкновения с конкурирующей семьей Лафонтенов. Берлинг вынужден под дулом пистолета обработать раны Ричи и спрятать портфель, содержащий копию записи ФБР с подробной информацией об операциях банды, которая была предоставлена «Костюмом», общенациональным синдикатом, основанным Аль Капоне, который защищает преступные группировки от закона. Фрэнсис связывается с Роем и уходит, оставляя Берлинга и Ричи наедине. Двое мужчин беседуют и начинают общаться, а Берлинг, пользуясь наивностью Ричи, убеждает его, что Фрэнсис — информатор и планирует передать плёнку ФБР.
Когда Фрэнсис возвращается, Берлинг перехватывает его, утверждая, что у Ричи легкое головокружение и бред от потери крови. Ричи угрожает Фрэнсису, который вынужден убить его в целях самообороны. Затем они с Берлингом прячут тело Ричи, как раз когда прибывает Рой со своим телохранителем Монком. Они лгут и говорят, что Ричи сам ушёл из ателье; Фрэнсис добровольно отправляется на его поиски. Рой замечает пальто своего сына в подсобке ателье и угрожает Берлингу, требуя правды. Фрэнсис возвращается с Мейбл и заявляет, что нашёл кровь Ричи в её квартире. Когда Рой приказывает своим людям пытать её для получения информации, Берлинг отвлекает его, рассказывая о причине своего приезда в Чикаго: его жена и дочь погибли во время пожара в его бывшем ателье на Сэвил Роу.
Когда в ателье звонит телефон, Берлинг отвечает на звонок; он сообщает Рою, что Ричи всё ещё жив и ждет его. Рой и Монк уходят, но оставляют Фрэнсиса. Затем Берлинг объясняет Фрэнсису, почему он солгал: Мейбл — информатор ФБР. Мейбл признается, что начала встречаться с Ричи только для того, чтобы шпионить за его семьей, обвиняя их в убийстве отца. Берлинг поручает Мейбл позвонить Вайолет Лафонтен, сообщить ей фальшивое местоположение, чтобы она могла устроить засаду и убить Роя и его людей, и предложить продать запись. Берлинг убеждает Фрэнсиса согласиться с планом, когда говорит ему, что он может застрелить Вайолет, когда она приедет в его ателье; после смерти Роя он сможет взять на себя управление командой.
Вайолет вручает Мейбл большую сумму денег за запись; Берлинг с помощью сигналов предупреждает её о Фрэнсисе, а затем инсценирует спор, чтобы выманить его. Фрэнсис ранен телохранителями Вайолет, и они уходят с пленкой. Однако затем Берлинг обнаруживает, что «запись» — подделка. Мейбл понимает, что он с самого начала обманывал Бойлов, подбрасывая им сообщения от «Костюма», устанавливая жучок, чтобы они скомпрометировали себя, и обучая её обманывать и их, и Лафонтена.
Берлинг отдаёт ей настоящую кассету и деньги и призывает её идти и исполнить свою мечту. Когда Берлинг обливает ателье горючей жидкостью, всё ещё живой Фрэнсис стреляет ему в плечо, после чего пистолет заклинивает; затем он достает нож. Берлинг расстегивает пуговицы на рукавах, обнаруживая, что его руки покрыты многочисленными татуировками. Он рассказывает Фрэнсису, что в молодости был бандитом, пока ему не приказали совершить чудовищное преступление. Бежав из своей банды, он заново создал себя и завёл семью, пока его старая банда не нашла их и не сожгла его магазин. Фрэнсис бросается на Берлинга, который смертельно ранит его в шею своими ножницами для ткани. Надев темное пальто, чтобы скрыть свои раны, Берлинг спокойно уходит, пока ателье горит...

## В ролях
- Марк Райланс — Леонард
- Зои Дойч — Мейбл
- Дилан О’Брайен — Ричи Бойл
- Джонни Флинн — Фрэнсис
- Саймон Расселл Бил — Рой Бойл
- Никки Амука-Берд — Вайолет
- Алан Мехдизаде — Монк

## Производство
В январе 2021 года стало известно, что сценарист Грэм Мур дебютирует как режиссёр фильма, сценарий которого он написал в соавторстве с Джонатаном Макклейном. В феврале 2021 года кинокомпания Focus Features выкупила права на распространение фильма с Марком Райлэнсом, Зои Дойч, Диланом О’Брайеном и Джонни Флинном. Оператором фильма станет Дик Поуп Саймон Расселл Бил и Никки Амука-Бёрд присоединились к актёрскому составу в апреле 2021 года.
Съёмки начались 5 марта 2021 года в Лондоне и завершились в начале апреля 2021 года.

## Релиз
Премьера фильма состоялась на Берлинском международном кинофестивале 14 февраля 2022 года. В широкий прокат фильм вышел 18 марта, хотя первоначально премьера была запланирована на 25 февраля 2022 года.

## Восприятие
На сайте Rotten Tomatoes фильм имеет рейтинг 87 % основанный на 130 отзывах, со средней оценкой 7.70/10. На Metacritic средневзвешенная оценка составляет 68 из 100 на основе 37 рецензий.